# اندی لی (بوکسور)
اندی لی (انگلیسی: Andy Lee؛ زادهٔ ۱۱ ژوئن ۱۹۸۴) بوکسور اهل جمهوری ایرلند است.